# Par Wilf–Zeilberger
En matemáticas, específicamente combinatoria, un par Wilf–Zeilberger, o par WZ, es un par de funciones que pueden ser utilizadas para comprobar identidates combinatorias. Los pares WZ se conocen por Herbert S. Wilf y Doron Zeilberger, y son un instrumento en la evaluación de muchas sumas implicando coeficientes binomiales, factoriales, y en general cualquier serie hipergeométrica.  Una función  contrapartida WZ puede ser utilizada para encontrar una suma equivalente más sencilla. Aunque encontrar los pares WZ manualmente es impracticable en la mayoría de los casos, el algoritmo de Gosper proporciona un método seguro para encontrar una función comtrapartida WZ y puede ser implementado en un programa de manipulación simbólico.

## Definición
Dos funciones F y G forman un par WZ si y sólo si se cumplen las siguientes condiciones:
- {\displaystyle F(n+1,k)-F(n,k)=G(n,k+1)-G(n,k)}

- {\displaystyle \lim _{M\to \pm \infty }G(n,M)=0}

Juntas, estas condiciones aseguran:

{\displaystyle \sum _{k=-\infty }^{\infty }[F(n+1,k)-F(n,k)]=0}

Debido a que G es telescópica:

{\displaystyle {\begin{aligned}\sum _{k=-\infty }^{\infty }[F(n+1,k)-F(n,k)]&{}=\lim _{M\to \infty }\sum _{k=-M}^{M}[F(n+1,k)-F(n,k)]\\&{}=\lim _{M\to \infty }\sum _{k=-M}^{M}[G(n,k+1)-G(n,k)]\\&{}=\lim _{M\to \infty }[G(n,M+1)-G(n,-M)]=0\end{aligned}}}

Por tanto:

{\displaystyle \sum _{k=-\infty }^{\infty }F(n+1,k)=\sum _{k=-\infty }^{\infty }F(n,k)}

Esto es:

{\displaystyle \sum _{k=-\infty }^{\infty }F(n,k)=const.}

La constante no depende de n. Su valor puede ser encontrado sustituyendo n = n0, para un n0 particular.
Si F y G forman un par WZ, entonces  satisfacen la relación:

{\displaystyle G(n,k)=R(n,k)F(n,k-1)}

Dónde {\displaystyle R(n,k)} es una función racional de n y k y se llama el certificado de prueba WZ.